# Ivete Sangalo
Ivete Maria Dias de Sangalo Cady (Juazeiro (Bahia), 27 mei 1972) is een van de meest vooraanstaande zangeressen van populaire muziek in Brazilië, maar daarnaast ook producer, actrice, presentatrice, ondernemer en songwriter. Ze startte als zangeres van de Banda Eva, en verkocht op die manier meer dan 3,78 miljoen platen, en deed tot ongeveer dertig optredens per maand. In haar solocarrière verkocht ze al meer dan 14 miljoen kopieën van haar tien gelanceerde albums en transformeerde zich in een van de meest populaire muzikale artiesten in Brazilië. Ivete is populair door haar krachtige stem, charisma, sexappeal en opzienbarende performances tijdens haar optredens. In haar carrière werd ze 14 keer genomineerd voor de Latin Grammy, en won de Grammy 3 keer. De eerste keer won ze in 2000 de Grammy voor 'opkomende artiest'. De volgende keer, in 2005, won ze de Grammy voor 'het beste Braziliaanse album van regionale oorsprong'. In 2012, ten slotte, won ze de grammy voor het album 'Ivete, Gil en Caetano' het 'beste MPB'. Ook is zij recordhoudster van de Multishow Awards, die ze 9 keer won, en ook 3 bekers van de 3e Open Web Awards.
In 1999, verscheen het album 'Ivete Sangalo' in de winkels, die een gouden plaat werd, de eerste in haar solocarrière, met een verkoop van meer dan 100.000 platen. Van dit album werd de single gemaakt "Se Eu Não Te Amasse Tanto Assim" (Als ik niet zoveel van je hield), een romantisch lied dat haar carrière nog versterkte. Gedurende de volgende jaren lanceerde Sangalo verschillende albums, waaruit grote werken voortkwamen zoals "A Lua Que Eu Te Dei", "Festa", "Sorte Grande", "Flor do Reggae", "Abalou", "Quando a Chuva Passar", "Berimbau Metalizado", "Não Precisa Mudar","Deixo", "Cadê Dalila?", "Agora Eu Já Sei", "Na Base do Beijo", "Acelera Aê". In 2008 verwierf de zangeres een hogere status met de titel "Best verkochte dvd ter wereld in 2007", door het ongeëvenaarde aantal van 604.000 platen met haar dvd "Ao vivo no Maracanã". Zo liet ze bands achter zich zoals Nirvana, die 174 duizend exemplaren verkochten van hun dvd 'Unplugged in New York'. Ivete is internationaal bekend, ze heeft optredens verzorgd in Portugal (waar haar muziek ook populair is), Angola, Spanje, Verenigde Staten, Italië, Paraguay en Argentinië.
Op 5 juni 2009 lanceerde Ivete Sangalo haar tiende studioalbum, met als partner het Multishow kanaal, 'Pode Entrar: Multishow Registro'. Het album bevat singles ""Cadê Dalila?", het carnavalslied van 2009, "Quanto Ao Tempo", samen met Carlinhos Brown "Na Base do Beijo", het carnavalslied van 2010. Op de persconferentie van Carnaval 2010, maakte Ivete bekend dat ze haar 4e dvd uit haar solocarrière had opgenomen in de Madison Square Gardens te New York, een show in samenwerking met Nelly Furtado, Diego Torres, Juanes, Seu Jorge, James Morrison en het duo Wisin & Yandel.

## Biografie
Ivete Sangalo werd geboren in een muzikale familie, op 27 mei 1972 in de stad Juazeiro (Bahia). Op haar zeventiende trok ze naar Salvador om als model te werken maar kwam in de muziekwereld terecht. Haar carrière begon met kleinschalige optredens in bars en op regionale concerten tot ze in contact kwam met Jonga Cunha de producer van Banda Eva.
Dit was het begin van wat haar glorietijd in de Braziliaanse feestmuziek zou worden. Hun samenwerking was goed voor zes albums en de verkoop van miljoenen platen. Hierna is ze solo verdergegaan en geniet ze nog steeds populariteit in de Portugees-sprekende wereld maar ook daarbuiten. De grootste hits van Ivete Sangalo zijn Festa (2001), Sorte Grande (2004) en Abalou (eind 2005) dat een grote hit werd in Brazilië. In 2006 bracht ze Quando a chuva passar uit.
Andere nummers van haar nieuwste cd zijn: Fiesta, Si yo no te amase tanto asi, La tierra, Areré, De ladinho, Canibal, A lua q eu t dei, Soy loco por ti América, Sá Marina en Chorando se foi.

## Nieuw Album
In 2009 bracht Ivete een nieuw album/dvd uit, dat is opgenomen in haar eigen studio te Salvador: Multishow Registro Pode Entrar (Kom binnen). Er worden verschillende duetten gezongen met andere bekende Braziliaanse musici, waaronder Maria Bethânia en Carlinhos Brown.